# Ulrike Bahr

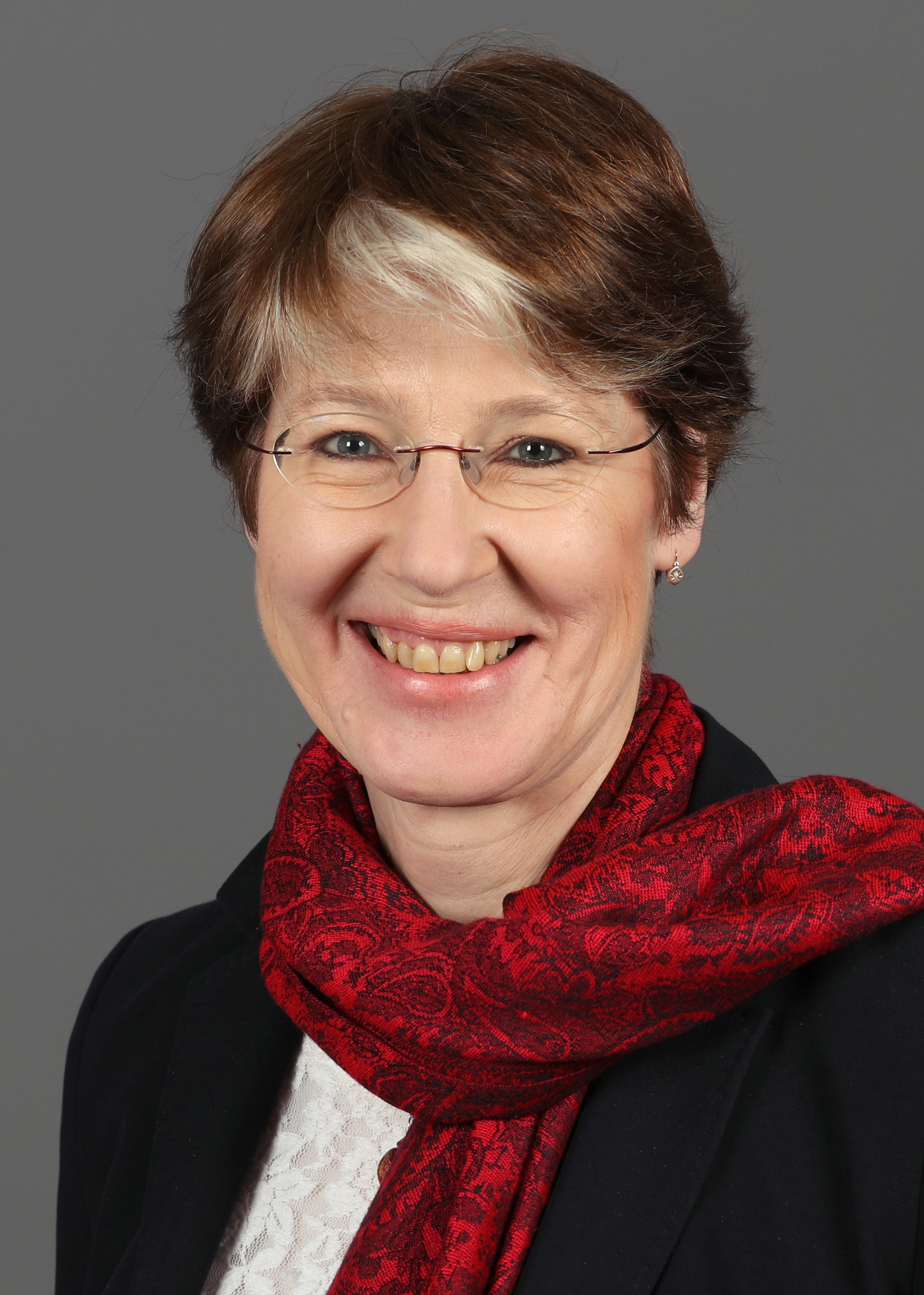
Ulrike Bahr (2020)

Ulrike Renate Martina Bahr (* 25. April 1964 in Nördlingen) ist eine deutsche Politikerin (SPD) und war von 2013 bis 2025 Mitglied des Deutschen Bundestages. Dort war sie dem linken Parteiflügel der SPD, der Parlamentarischen Linken zugehörig.

## Leben
Bahr wuchs in Wemding auf und besuchte von 1970 bis 1974 die dortige Grundschule, an der ihr Vater als Lehrer tätig war. 1974 wechselte sie an das Theodor-Heuss-Gymnasium in Nördlingen, wo sie 1983 das Abitur erlangte. Anschließend studierte sie an der Universität Augsburg Lehramt für Hauptschulen mit den Fächern Englisch, Geschichte, Deutsch und Musik. 1989 erlangte sie das Erste Staatsexamen und wurde Lehramtsanwärterin in Wemding. Sie absolvierte das Studium 1991 mit dem Zweiten Staatsexamen. Anschließend war sie von 1991 bis 1993 als Hauptschullehrerin in Monheim und Wemding tätig. Seit 1993 war sie an unterschiedlichen Schulen in Augsburg als Lehrkraft eingesetzt. Zuletzt unterrichtete Bahr an der Goethe-Mittelschule in Augsburg.

### Privat
Ulrike Bahr ist verheiratet und gehört der römisch-katholischen Konfession an.

## Politischer Werdegang
1986 wurde Bahr Mitglied der SPD. Von 2002 bis 2012 saß sie im Rat der Stadt Augsburg. Ab 2008 war sie stellvertretende Fraktionsvorsitzende und bildungs- und personalpolitische Sprecherin der Rathausfraktion. Von 2009 bis 2012 war sie Vorsitzende des SPD-Ortsvereins Jakobervorstadt/Bleich. Sie war von 2010 bis 2021 Vorsitzende der SPD Augsburg. Bereits im Jahr 2012 wurde bekannt, dass sie sich als Kandidatin für den Deutschen Bundestag zur Verfügung stellen würde. Bei ihrer Nominierung als SPD-Bundestagskandidatin gab sie bekannt, dass sie nach einer erfolgreichen Wahl ihr Mandat im Stadtrat abgeben werde, da sie kein Doppelmandat anstrebe. Von 2013 bis 2017 war sie stellvertretende Vorsitzende und seitdem war sie bis 2024 Vorsitzende der SPD Schwaben. Ebenfalls war sie Mitglied im Landesvorstand der SPD Bayern. Als Kommunalpolitikerin gründete sie das SPD-Fachforum Migration. Sie kandidierte bei der Bundestagswahl 2013 im Bundestagswahlkreis Augsburg-Stadt und zog über die Landesliste (Listenplatz 16) ihrer Partei in den Bundestag ein. Bei der Bundestagswahl 2017 (Listenplatz 4) und der Bundestagswahl 2021 (Listenplatz 16) zog sie über die Landesliste erneut in den Bundestag ein.
Sie war von 2013 bis 2025 ordentliches Mitglied im Ausschuss für Familie, Senioren, Frauen und Jugend. Dort war sie Berichterstatterin ihrer Fraktion für die Kinder- und Jugendhilfe, im Speziellen für die Reform des SGB 8, für Mehrgenerationenhäuser und Seniorenpolitik. Im Unterausschuss Bürgerschaftliches Engagement beschäftigte sie sich mit der Unterstützung von freiwilligem Engagement. Von Februar 2019 bis September 2021 war sie außerdem ordentliches Mitglied im Ausschuss für Bildung, Forschung und Technikfolgenabschätzung. Dort war sie Berichterstatterin für die Weiter- und Fortbildung (unter anderem „Aufstiegs-BAFöG“). Darüber hinaus war Bahr ordentliches Mitglied im Ausschuss für Bürgerliches Engagement und stellvertretendes Mitglied in der Kinderkommission (Kommission zur Wahrnehmung der Belange der Kinder). Im 20. Deutscher Bundestag war sie Vorsitzende des Ausschusses für Familie, Senioren, Frauen und Jugend. Weiterhin war sie ab 2017 stellvertretendes Mitglied im Ausschuss für Gesundheit.
Außerdem war sie Mitglied in den Parlamentariergruppen USA und Israel.
Zur Bundestagswahl 2025 tritt Bahr im Bundestagswahlkreis Augsburg-Stadt sowie auf Listenplatz 20 der Landesliste der BayernSPD an, welcher nicht mehr für den Einzug in den Bundestag reichte.

## Politische Positionen
Während der 20. Legislaturperiode stimmte sie mehrfach als eine von wenigen SPD-Abgeordneten im Bundestag gegen Bundeswehreinsätze, vor allem im Irak.

## Weitere Ämter und Mitgliedschaften
Ulrike Bahr war von 1995 bis 2013 ehrenamtliche Vorsitzende des GEW-Kreisverbandes Augsburg und Vorstandsmitglied im DGB, Region Augsburg. Von 1998 bis 2013 war sie Personalrätin beim Staatlichen Schulamt in der Stadt Augsburg. Von 2000 bis 2004 war Bahr als Jugendschöffin am Amtsgericht Augsburg tätig, von 2005 bis 2013 Mitglied der Steuerungsgruppe im Bündnis für Augsburg, gehört dem Vorstand des überparteilichen Bündnisses für Menschenwürde an, der Vereinigung der Verfolgten des Naziregimes und des Bundes der Antifaschisten (VVN/BdA) sowie der Arbeiterwohlfahrt im Ortsverein Hochfeld. Von 2002 bis 2008 war sie Vorstandsmitglied der Volkshochschule Augsburg. Zudem engagiert sie sich in mehreren Fördervereinen und ist Gründungsmitglied der Augsburger Stiftung Beherzte Menschen.